# قلعة بهاالدين (مقاطعة دورود)
قلعة بهاالدين (بالفارسية: قلعه بهاالدین) هي قرية تقع في قسم تشالانتشولان الريفي (مقاطعة دورود) في إيران. يقدر عدد سكانها بـ 183 نسمة بحسب إحصاء 2016.